# Список заказников Казахстана
Государственный природный заказник — ООПТ с заказным режимом или регулируемым режимом хозяйственной деятельности, предназначенная для сохранения и воспроизводства одного или нескольких объектов государственного природно-заповедного фонда. Заказники могут быть зоологические, ботанические, гидрологические, геологические, геоморфологические, гидрогеологические, почвенные, ландшафтные и комплексные.
Всего в Казахстане 50 заказников республиканского значения. Они делятся на три типа:
- зоологические заказники — 32
- ботанические заказники — 10
- комплексные заказники — 8
- местные заказники — ?

## Список заказников Республики Казахстан

### Зоологические заказники
| Название                      | Площадь, га | Область                                                        | Охраняемые животные                                                                                        |
| ----------------------------- | ----------- | -------------------------------------------------------------- | --- |
| Восточный заказник            | 99 471,3    | Акмолинская область                                            | |
| Буландинский заказник         | 47 076      | Акмолинская область                                            | Лось, косуля, кабан, куропатка                                                                             |
| Атбасарский заказник          | 75 100      | Акмолинская область                                            | Сурок-байбак, боровая дичь                                                                                 |
| Тургайский заказник           | 296 000     | Актюбинская область                                            | Гуси, утки, журавли, дрофа, джек (дрофа-красотка), фламинго, сайгак, ондатра и др.                         |
| Лепсинский заказник           | 258 000     | Алматинская область                                            | Марал, горный козёл, бурый медведь                                                                         |
| Токтинский заказник           | 187 000     | Алматинская область                                            | Марал, горный козёл, архар, бурый медведь, снежный барс                                                    |
| Куканский заказник            | 49 100      | Алматинская область                                            | Кудрявый пеликан, серая и белая цапли                                                                      |
| Верхнекоксуйский заказник     | 240 000     | Алматинская область                                            | Семиреченский лягушкозуб, косуля                                                                           |
| Новинский заказник            | 45 000      | Атырауская область                                             | Гуси, утки, журавли, ондатра, енотовидная собака                                                           |
| Кулуджунский заказник         | 46 000      | Восточно-Казахстанская область                                 | Марал, косуля, лось, соболь, заяц-русак, боровая дичь                                                      |
| Тарбагатайский заказник       | 240 000     | Восточно-Казахстанская область                                 | Снежный барс, архар, беркут                                                                                |
| Андасайский заказник          | 3 415 806,4 | Жамбылская область, Карагандинская область, Улытауская область | Кулан, архар, сайгак, джейран, кабан, косуля, фазан, белобрюхий и чернобрюхий рябок, джек (дрофа-красотка) |
| Ащиозекский заказник          | 314 504,1   | Западно-Казахстанская область                                  | Сайгак |
| Бударинский заказник          | 80 000      | Западно-Казахстанская область                                  | Европейская норка, обыкновенный бобр, лось, кабан, косуля, орлан-белохвост, боровая дичь                   |
| Жалтыркульский заказник       | 19 000      | Западно-Казахстанская область                                  | Обыкновенный бобр, кабан, куница, пеликан, колпица, серый гусь, лебеди                                     |
| Бельагашский заказник         | 1 500       | Карагандинская область                                         | Архар, кабан, косуля, заяц-беляк, заяц-русак, сурок-байбак, серый сурок                                    |
| Кувский заказник              | 33 500      | Карагандинская область                                         | Архар, косуля, кабан, рысь, тетерев-косач, белая и чёрная куропатка                                        |
| Бектауатинский заказник       | 500         | Карагандинская область                                         | |
| Караагашский заказник         | 6 800       | Карагандинская область                                         | |
| Кызыларайский заказник        | 18 200      | Карагандинская область                                         | |
| Белдеутас                     | 44 660      | Карагандинская область                                         | |
| Михайловский заказник         | 76 800      | Костанайская область                                           | Косуля, лось, барсук, тетерев-косач, белая и серая куропатка, водоплавающая дичь                           |
| Тоунсорский заказник          | 31 650      | Костанайская область                                           | Чёрная и краснозобая казарка, кудрявый пеликан, чёрный турпан, лебедь-кликун                               |
| Жарсор-Уркашский заказник     | 29 344,1    | Костанайская область                                           | |
| Каргалинский заказник         | 11 172,24   | Кызылординская область                                         | Кабан, барханный кот, барсук, джейран, фазан, жерех, жук-усач                                              |
| Торангылсайский заказник      | 17 900      | Кызылординская область                                         | Джейран, кабан, барсук, фазан, промысловые виды рыб                                                        |
| Актау-Бузачинский заказник    | 170 000     | Мангистауская область                                          | Устюртский муфлон, каракал, манул, длинноиглый ёж, стрепет, чернобрюхий рябок                              |
| Каракия-Каракольский заказник | 137 500     | Мангистауская область                                          | Фламинго, стрепет, чернобрюхий рябок, длинноиглый ёж, муфлон, джейран, барханный кот                       |
| Кызылтау                      | 60 000      | Павлодарская область                                           | Архар, сурок, сокол-балобан, беркут, тетерев-косач                                                         |
| Мамлютский заказник           | 52 400      | Северо-Казахстанская область                                   | Лось, косуля, кабан, тетерев-косач, лесная куница, ондатра                                                 |
| Смирновский заказник          | 240 000     | Северо-Казахстанская область                                   | Лось, косуля, куница, барсук, ондатра, казарки, тетерев-косач, водоплавающая дичь                          |
| Согровский заказник           | 134 100     | Северо-Казахстанская область                                   | Бобр, европейская норка, куница, лось, кабан                                                               |

### Ботанические заказники
| Название                    | Площадь, га | Область                        |
| --------------------------- | ----------- | ------------------------------ |
| Каратальские пески          | 1 300       | Восточно-Казахстанская область |
| Нижне-Тургусунский заказник | 2 200       | Восточно-Казахстанская область |
| Урочище Каракунуз           | 3 070       | Жамбылская область             |
| Туранговый заказник         | 48          | Карагандинская область         |
| Когашикский заказник        | 15 000      | Карагандинская область         |
| Орлиногорский заказник      | 3 450       | Северо-Казахстанская область   |
| Акдалинский заказник        | 2 000       | Туркестанская область          |
| Жамбылский заказник         | 8 600       | Туркестанская область          |
| Задарьинский заказник       | 8 400       | Туркестанская область          |
| Тимурский заказник          | 4 000       | Туркестанская область          |

### Комплексные заказники
| Название               | Площадь, га | Область                        |
| ---------------------- | ----------- | ------------------------------ |
| Прибалхашский заказник | 503 000     | Алматинская область            |
| Караойский заказник    | 295 396,1   | Алматинская область            |
| Алматинский заказник   | 542 400     | Алматинская область            |
| Южный Алтай            | 197 176,1   | Восточно-Казахстанская область |
| Урочище Бериккара      | 17 500      | Жамбылская область             |
| Кирсановский заказник  | 61 000      | Западно-Казахстанская область  |
| Пойма реки Иртыш       | 377 055,23  | Павлодарская область           |
| Боралдайский заказник  | 28 140      | Туркестанская область          |

## Заказники местного значения
| Название                       | Площадь, га | Область                                                            | дата основания |
| ------------------------------ | ----------- | ------------------------------------------------------------------ | -------------- |
| Эбита                          | 83 770      | Актюбинская область, Каргалинский район                            |                |
| Кокжиде-Кумжарган              | 43 977      | Актюбинская область, Мугалжарский район                            |                |
| Оркаш                          | 33 395      | Актюбинская область, Мугалжарский район                            |                |
| Мартук                         | 133 796     | Актюбинская область, Мартукский район                              |                |
| Кобда                          | 34 655      | Актюбинская область, Кобдинский район                              |                |
| Озерный                        | 154 083     | Актюбинская область, Айтекебийский район                           |                |
| Уилский заказник (планируется) | 63 467,54   | Актюбинская область                                                |                |
| Асу-Булак                      | 5873,8022   | Уланский район, Восточно-Казахстанская область                     | 2018           |
| Аюды                           |             |                                                                    | 27.09.2020     |
| «Умбет»                        | 298400      | Т. Рыскуловский, Байзакский и Меркенский районы Жамбылской области | 26.12.2014     |
| «Мерке»                        | 68910       | Меркенский район Жамбылской области                                | 31.03.2016     |
| «Кордай-Жайсан»                | 369970      | Кордайский и Шуский районы Жамбылской области                      | 17.07.2019     |
| «Жуалы-Карашат»                | 148300      | Жуалынский и Таласский районы Жамбылской области                   | 19.07.2019     |
| Бугулинский заказник           | 8500        | Карагандинская область, Шетский район                              |                |
| Адамтас (з)                    | 68 374,3    | Мангистауская область, Каракиянский район                          | 24.12.2013     |
| Есет (к)                       | 146 790,0   | Мангистауская область, Бейнеуский район                            | 27.02.2015     |
| Көлеңкелі (к)                  | 58 922,8    | Мангистауская область, Бейнеуский район                            | 27.02.2015     |
| Тасорпа (з)                    | 160 086,48  | Мангистауская область, Мангистауский район                         | 31.07.2012     |
| Жабайыұшқан (з)                | 316 141     | Мангистауская область, Мангистауский район, Каракиянский район     | 31.07.2012     |
| Манашы (к)                     | 172 573,0   | Мангистауская область, Мангистауский район, Бейнеуский район       | 27.02.2015     |